# Gilbert Lewis (scheikundige)
Gilbert Newton Lewis (Weymouth (Massachusetts), 23 oktober 1875 – Berkeley (Californië), 23 maart 1946) was een Amerikaans scheikundige.
Lewis studeerde aan de universiteit van Nebraska en aan Harvard University. In 1912 werd hij hoogleraar in de fysische chemie aan de Universiteit van Californië te Berkeley. Vier jaar later gaf hij een verklaring voor de covalente binding, na een lange studie van de buitenste elektronenschil van het atoom. In 1926 bedacht hij de naam foton voor het kwantum van de stralingsenergie. Hij legde in 1926 de grondslagen van de theorie der chemische bindingen.
Hij verrichtte ook nog werk op het gebied van de thermodynamica en hij stelde een zuur-basetheorie op. In 1933 ontdekte hij de elektrolytische winning van zwaar water.

## Werken
- Valence and the Structure of Atoms and Molecules (1923)
- Thermodynamics and the Free Energy of Chemical Substances (1923)